# Perilampsis tetradactyla
Perilampsis tetradactyla är en tvåvingeart som beskrevs av Munro 1933. Perilampsis tetradactyla ingår i släktet Perilampsis och familjen borrflugor. Inga underarter finns listade i Catalogue of Life.